# Max Rohrer
Max Rohrer (* 2. Dezember 1887 in Nürnberg; † 6. Februar 1966 in München) war ein deutscher Alpinist und Schriftsteller.

## Leben
Max Rohrer ging zum Studium nach München und wurde 1907 Mitglied des Corps Vitruvia München. Schon während seiner Studienzeit widmete er sich der Bergsteigerei. Am 9. Juni 1911 war er zusammen mit Erich Wagner und seinem Corpsbruder Albert Findeiß Erstbegeher der Sattelkarspitze über die Südwestwand. Am 19. Juli 1925 war er noch zusammen mit Hubert Rüsch und Wilhelm Welzenbach Erstbesteiger des Kleinen Kirchturms über die Südostwand.
Nach dem Studium betätigte er sich als Schriftsteller von Büchern zu meist alpinistischen Themen. Er schrieb zwei Romane. Weiterhin betätigte er sich als Herausgeber historischer Schriften, häufig zu Reisethemen. Seit Oktober 1929 war er Herausgeber der WSC-Nachrichten, der Verbandszeitung des Weinheimer Senioren-Convents.

## Herberge fahrender Gesellen
Rohrer gehörte der logenähnlichen Münchener Künstler- und Kunstliebhabervereinigung Herberge fahrender Gesellen an, die sich mit ihren etwa ein Dutzend Mitgliedern seit dem Verbot der Logen regelmäßig im Haus seines Corps Vitruvia traf. In ihren Treffen, die in Stil und Ablauf stark dem Zeremoniell der Schlaraffia ähnelten, brachten sie ihre Ablehnung des nationalsozialistischen Regimes zum Ausdruck. Der Corpsdiener denunzierte die Versammlungsmitglieder Anfang 1938 bei der Gestapo, die die Versammlungen über nahezu ein Jahr beschattete und mit Abhörgeräten belauschte. Einen Tag nach der Reichspogromnacht kam es in der bis dahin letzten Versammlung der Gesellschaft zu heftigen Worten über die Ereignisse der Vornacht. Von langer Hand geplant wurden die Versammlungsteilnehmer im Anschluss an dieses ebenfalls belauschte Treffen festgenommen. Acht Mitglieder konnten durch geschickte Verteidigung und politische Einflussnahme im September 1940 eine Einstellung des Verfahrens bewirken. Drei weitere erzielten Ende 1940 einen Freispruch. Zwei Mitglieder jedoch, ein Oberstudiendirektor und ein Facharzt, sollen laut einem Schreiben der Gestapo in ein Konzentrationslager verbracht worden sein.

## Schriften
als Autor:
- Alpine Welt – Ein Sammelbuch für Bergfreunde, 2. Auflage 1923
- Das Bayerische Hochland, 1925
- Die Mär von Lenggries, 1931
- Die Bayerischen Alpen, 1933
- Der Feuerberg – Erlebnisse aus den Vulkanen Europas, 1937
- Das lustige Hüttenbuch – heitere, boshafte und verrückte Geschichten aus den Alpen und der Stadt München, 1940
- Alpines Hundebuch, 1941
- Unruhe der Welt, 1941 (Roman)
- Der heilige Wahn, 1944 (Roman)
- Amerika im deutschen Gedicht, 1948
- Alt-Münchner Geschichten, 1949

als Herausgeber:
- Die Höhle in Sport, Wissenschaft und Kunst, 1922
- Johann Gottfried Seume: Spaziergang nach Syrakus im Jahre 1802, 1925
- Franz Grillparzer: Reisen in den Ländern Europas, 1925
- Adelbert von Chamisso: Entdeckungsreise um die Welt 1815-1818, 1925
- Hermann von Barth: Gesammelte Schriften, 1926 (Zusammen mit Carl Bünsch)
- Berglieder der Völker, 1928
- Das Gesetz der Berge – Eine Bergsteiger- und Gaunergeschichte, 1937, freie Bearbeitung nach dem Roman Running Water von Alfred Edward Woodley Mason (1906)
- Jean Paul: Rose und Fackel, 1947

als Übersetzer:
- Domenico Rudatis: Das Letzte im Fels, 1936 (Zusammen mit Emmeli Capuis)